# Eleccions municipals de 2007 a l'Hospitalet de Llobregat
El 27 de maig de 2007, es varen celebrar eleccions municipals a l'Hospitalet de Llobregat, la segona ciutat en nombre d'habitants de Catalunya. Aquests comicis van permetre la renovació dels 27 regidors que conformen el Ple del consistori hospitalenc, els quals havien estat escollits quatre anys abans, el maig del 2003. El govern municipal sortint, amb Celestino Corbacho i Chaves com a alcalde, estava format pel PSC i ICV-EUiA.
El nou consistori sortit de les urnes es va constituir el 16 de juny de 2007, en un ple en què va ser reelegit com a alcalde el socialista Celestino Corbacho, amb el suport dels disset regidors del seu partit i els dos del grup municipal d'ICV-EUiA. Dos dies més tard, el 18 de juny, PSC, ICV i EUiA varen signar l'acord de govern per al mandat 2007-2011, en virtut del qual la coalició electoral ICV-EUiA s'incorporarà a l'equip de govern de la ciutat, reeditant així els pactes signats en els dos anteriors mandats.

## Resultats
El partit més votat va ser de nou el Partit dels Socialistes de Catalunya, que hi governa de forma ininterrompuda des del 1979. La llista socialista, encapçalada per Juan Ignacio Pujana Fernández entre 1979 i 1994, i amb el batlle sortint Celestino Corbacho, en el càrrec des del 1994, va aconseguir el 52,76% dels vots i 17 regidors, un més que en l'anterior legislatura. Aquests són els quarts comicis en què el candidat del PSC és Celestino Corbacho, el qual els ha guanyat tots per majoria absoluta.
La candidatura socialista va ser la més votada a tots els barris de la ciutat, aconseguint el seu millor resultat al barri de les Planes, amb un 60,25% dels vots emesos. El PSC també va aconseguir la majoria absoluta als barris de Sanfeliu, Sant Josep, Santa Eulàlia, la Florida, Can Serra, Pubilla Cases i Bellvitge. El pitjor resultat per als socialistes va ser l'obtingut al barri del Centre, que amb un 38,44%, va ser l'únic barri on els socialistes van baixar del llindar del 48% dels vots.
El segon partit més votat va ser el Partit Popular, que amb un 14,87% dels vots, va aconseguir 5 regidors, també un més que a les eleccions del 2003. La llista encapçalada per Juan Carlos del Río va obtenir el seu millor resultat al barri del Gornal, amb un 18,83% dels vots emesos, i el pitjor al del Centre, on només va recollir el 9,96%. En aquest darrer barri, l'únic on no van passar del 10%, els populars van ser la quarta llista més votada, per darrere de CiU i ICV-EUiA.
La tercera força va ser Convergència i Unió, que amb un 10,27%, va tornar a aconseguir 3 regidors. La llista que encapçalava de nou la diputada Meritxell Borràs va aconseguir de lluny el seu millor resultat al barri del Centre, on amb un 22,22% dels vots emesos, va ser la segona força més votada. El pitjor resultat per a la federació nacionalista va ser l'obtingut al barri de les Planes, on només van aconseguir un 5,10% i van ser la quarta força més votada, per darrere d'ICV-EUiA.
La coalició electoral d'esquerres Iniciativa per Catalunya Verds – Esquerra Unida i Alternativa va ser la quarta candidatura més votada, amb un 8,92% dels vots i 2 regidors. En les eleccions municipals anteriors, ICV-EUiA havia estat la tercera força municipal, per sobre de CiU, amb 3 regidors. Aquests eren els primers comicis en què el cap de llista d'ICV-EUiA era l'Alfonso Salmerón, coordinador local d'EUiA i regidor de Medi Ambient i Sostenibilitat des del 2004, quan va substituir en el càrrec l'anterior alcaldable de la coalició Ramon Luque. Per barris, ICV-EUiA obté el seu millor resultat al Centre de l'Hospitalet, amb un 12,18% dels vots emesos, i el pitjor a Pubilla Cases, amb un 6,70%.
Esquerra Republicana de Catalunya, amb un 4,76% dels vots emesos, va perdre el seu únic regidor en no passar la barrera electoral del 5%. Igual que ICV-EUiA, Esquerra també presentava un nou candidat, l'Eduard Suárez, que havia substituït en el càrrec l'anterior candidata i única regidora d'ERC al consistori hospitalenc Anna Simó, quan aquesta va ser nomenada consellera de Benestar i Família en el Govern de la Generalitat de Pasqual Maragall. Els republicans van aconseguir el seu millor resultat al barri del Centre, un 8,15% dels vots. Així mateix, van passar del 5% a quatre barris més: Sant Josep, Santa Eulàlia, la Torrassa i Collblanc. A la resta de barris van recollir percentatges de vot inferiors al 3,50% i menys vots que Ciutadans - Partit de la Ciutadania.
D'entre la resta de candidatures que no han aconseguit representació, només dues superen l'1% dels vots: Ciutadans - Partit de la Ciutadania, amb un 3,76%, i Els Verds – Opció Verda, amb un 1,42%.
Ajuntament de l'Hospitalet de Llobregat - 27 regidors (majoria absoluta: 14)
|                                                                     | Partit dels Socialistes de Catalunya – Progrés Municipal (PSC-PM)            | 52.76 | 17 | 53.18 | 16 |
|                                                                     | Partit Popular (PP)                                                          | 14.87 | 5  | 15.89 | 4  |
|                                                                     | Convergència i Unió (CiU)                                                    | 10.27 | 3  | 9.78  | 3  |
|                                                                     | Iniciativa per Catalunya Verds – Esquerra Unida i Alternativa (ICV-EUiA-EPM) | 8.92  | 2  | 11.7  | 3  |
|                                                                     | Esquerra Republicana de Catalunya – Acord Municipal (ERC-AM)                 | 4.76  | -  | 5.45  | 1  |
|                                                                     | Ciutadans - Partit de la Ciutadania (C's)                                    | 3.76  | -  | -     | -  |
|                                                                     | altres                                                                       | 2.33  | -  | 2.68  | -  |
|                                                                     | en blanc                                                                     | 2.28  | -  | 1.32  | -  |
| Font: Ministeri de l'Interior Arxivat 2008-03-07 a Wayback Machine. |                                                                              |       |    |       |    |